# The Gambling Fool
The Gambling Fool er en amerikansk stumfilm fra 1924 af J. P. McGowan.

## Medvirkende
- Franklyn Farnum som Jack Stanford
- Otto Meyer som Stringy Hawkins
- Fred Holmes som Plump Parker
- Harry S. Northrup
- Jack P. Pierce som Bud Fitzroy
- Ralph Yearsley som George Morgan
- Mary Louise Montague
- Joseph W. Girard som George Hartford
- Ruth Dwyer som Mary Hartford